# Kissology Volume 3: 1992–2000
Kissology Volume 3: 1992–2000 je hudební DVD video skupiny Kiss vydané v roce 2007.DVD obsahuje tři disky mapující kariéru skupiny v devadesátých letech a speciální čtvrtý dixk který obsahuje první známý záznam živého vystoupení skupiny nahraný 22. prosince 1973 v Coventry, Queens, NY. Součástí kolekce je také jeden ze tří samostatných bonusových disků prodávaných pouze v rámci úvodních prvních výlisků.

## Seznam skladeb

### Disc 1
- The Palace of Auburn Hills: Detroit, MI 27.11. 1992

1. "Creatures of the Night"
2. "Deuce"
3. "I Just Wanna"
4. "Unholy"
5. "Parasite"
6. "Heaven's On Fire"
7. "Domino"
8. "Watchin' You"
9. "War Machine"
10. "Rock and Roll All Nite"
11. "Lick It Up"
12. "Take It Off"
13. "I Love It Loud"
14. "Detroit Rock City"
15. "God Gave Rock and Roll to You II"
16. "Love Gun"
17. "The Star-Spangled Banner"

- MTV Unplugged: 9.8. 1995

1. Behind the Scenes
2. "Comin' Home"
3. "Plaster Caster"
4. "Goin' Blind"
5. "Do You Love Me"
6. "Domino"
7. "Got to Choose"
8. "Sure Know Something"
9. "A World Without Heroes"
10. "Hard Luck Woman" (Dříve nevydaný)
11. "Rock Bottom"
12. "See You Tonight"
13. "I Still Love You"
14. "Every Time I Look at You"
15. "Heaven's on Fire" (Dříve nevydaný)
16. "Spit" (Dříve nevydaný)
17. "C'mon And Love Me" (Dříve nevydaný)
18. "God of Thunder" (Dříve nevydaný)
19. "2,000 Man"
20. "Beth"
21. "Nothin' to Lose"
22. "Rock and Roll All Nite"

### Disc 2
- Tiger Stadium: Detroit, MI 28.6. 1996

1. "Deuce"
2. "King of the Night Time World"
3. "Do You Love Me"
4. "Calling Dr. Love"
5. "Cold Gin"
6. "Christine Sixteen"
7. "Love Gun"
8. "Shout it Out Loud"
9. "Watchin' You"
10. "Firehouse"
11. "Strutter"
12. "Shock Me"
13. "Rock Bottom"
14. "God of Thunder"
15. "Let Me Go, Rock 'n' Roll"
16. "100,000 Years"
17. "Rock and Roll All Nite"

- 1996 MTV Video Music Awards: Brooklyn Bridge, NY 4.9. 1996

1. "Rock and Roll All Nite"
2. "New York Groove"
3. "Deuce"
4. "Calling Dr. Love"
5. "Love Gun"

- Dodger Stadium: Los Angeles, CA 31.10. 1998 Part 1

1. "Psycho Circus"
2. "Shout It Out Loud"
3. "Let Me Go, Rock 'n' Roll"
4. "Shock Me"
5. "Do You Love Me"
6. "Calling Dr. Love"
7. "Firehouse"
8. "Cold Gin"
9. "Nothin' to Lose"
10. "She"
11. "I Was Made For Lovin' You"

### Disc 3
- Dodger Stadium: Los Angeles, CA 31.10. 1998 Part 2

1. "Into The Void"
2. "Love Gun"
3. "Within"
4. "100,000 Years"
5. "King Of The Night Time World"
6. "God Of Thunder"
7. "Deuce"
8. "Detroit Rock City"
9. "Beth"
10. "Black Diamond"
11. "Rock And Roll All Nite"

- Detroit Rock City Movie Premiere Party: Los Angeles,CA 8.8. 1999

1. "Detroit Rock City"
2. "Shout It Out Loud"
3. "Cold Gin"
4. "Rock And Roll All Nite"

- "Last KISS" Pay-Per-View Event: Continental Airlines Arena, East Rutherford, New Jersey 27.6. 2000

1. "Detroit Rock City"
2. "Deuce"
3. "Shout It Out Loud"
4. "Firehouse"
5. "Heaven's On Fire"
6. "Let Me Go, Rock 'N' Roll"
7. "Shock Me"
8. "Psycho Circus"
9. "God Of Thunder"
10. "100,000 Years"
11. "Love Gun"
12. "I Still Love You/ Black Diamond"
13. "Beth"
14. "Rock And Roll All Nite"

### Disk 4
- Coventry - Queens, NY 22.12. 1973

1. "Deuce"
2. "Cold Gin"
3. "Nothin' to Lose"
4. "Strutter"
5. "Firehouse"
6. "Let Me Know"
7. "100,000 Years"
8. "Black Diamond"
9. "Let Me Go, Rock 'N' Roll"

### Bonus Disk 1 (General Release)
- KROQ Weenie Roast: Irvine Meadows, CA 15.6. 1996 (Reunion Tour opener; 58 min)

1. "Deuce"
2. "Love Gun"
3. "Cold Gin"
4. "Calling Dr. Love"
5. "Firehouse"
6. "Shock Me"
7. "100,000 Years"
8. "Detroit Rock City"
9. "Black Diamond"
10. "Rock and Roll All Nite"

### Bonus Disk 2 (Best Buy Exclusive)
- "Pacaembú Stadium", Sao Paulo, Brazil 27.8. 1994 (Revenge/Alive III tour with Sphinx stage; 103 min)

1. "Creatures of the Night"
2. "Deuce"
3. "Parasite"
4. "Unholy"
5. "I Stole Your Love"
6. "Cold Gin"
7. "Watchin' You"
8. "Firehouse"
9. "Got to Choose"
10. "Calling Dr. Love"
11. "Makin' Love"
12. "War Machine"
13. "I Was Made for Lovin' You"
14. "Domino"
15. "Love Gun"
16. "Lick It Up"
17. "God of Thunder"
18. "I Love It Loud"
19. "Detroit Rock City"
20. "Black Diamond"
21. "Heaven's On Fire"

### Bonus Disk 3 (Wall-Mart Exclusive)
- Madison Square Garden: New York City, NY 27.7. 1996 (Reunion Tour, 102 min)

1. "Deuce"
2. "Calling Dr. Love"
3. "Cold Gin"
4. "Let Me Go, Rock 'n' Roll"
5. "Shout It Out Loud"
6. "Watchin' You"
7. "Firehouse"
8. "Shock Me" (with Ace Frehley guitar solo)
9. "Strutter"
10. "Rock Bottom"
11. "God of Thunder" (with Peter Criss drum solo)
12. "Love Gun"
13. "100,000 Years"
14. "Black Diamond"
15. "Detroit Rock City"
16. "Rock and Roll All Nite"

### Bonus Disk 4 (VH1 pre-order Exclusive)
1. "Detroit Rock City"

Tento Bonus Disk byl k dispozici pouze při předobjednávce DVD během VH1 Classic 24 hodin KISSmaraton který se vysílal 7.- 8.12.2007

## Easter Eggs ve všech verzích
- DVD 1: Carnival Of Souls Studio Sessions Video Montage
- DVD 2: MTV Video Music Awards soundcheck footage
- DVD 3: KISS performing "2,000 Man" live at midnight during the Millennium concert.
- DVD 3: Peter Criss Destroying Drum Kit(After Credits).

## Obsazení
- Paul Stanley- kytara, zpěv
- Gene Simmons- basová kytara, zpěv
- Peter Criss- bicí, zpěv
- Eric Singer- bicí, zpěv
- Ace Frehley- sólová kytara, zpěv
- Bruce Kulick- sólová kytara, zpěv